# Nu Indi
Nu Indi (70 Indi) é uma estrela na direção da constelação de Indus. Possui uma ascensão reta de 22h 24m 34.39s e uma declinação de −72° 15′ 13.6″. Sua magnitude aparente é igual a 5.28. Considerando sua distância de 94 anos-luz em relação à Terra, sua magnitude absoluta é igual a 2.98. Pertence à classe espectral A3V: + F9V.